# Barış Özbek
Barış Özbek (Castrop-Rauxel, 14 settembre 1986) è un allenatore di calcio ed ex calciatore tedesco, di ruolo centrocampista, tecnico del Bövinghausen 04.
Possiede il passaporto turco.

## Palmarès

### Club

#### Competizioni nazionali
- Campionato turco: 1

Galatasaray: 2007-2008
- Supercoppa di Turchia: 1

Galatasaray: 2008
- 3. Liga: 1

Duisburg: 2016-2017